# Геміфлоксацин
Геміфлоксацин — антибіотик з групи фторхінолонів IV покоління для перорального застосування. Уперше був синтезований у 1999 році дослідницькою групою лабораторії LG Life Sciences у Південній Кореї та дозволений до використання FDA у 2003 році.

## Фармакологічні властивості
Геміфлоксацин — синтетичний антибіотик з групи фторхінолонів IV покоління. Діє бактерицидно, порушуючи синтез ДНК в бактеріальних клітинах. Препарат має широкий спектр антибактеріальної дії. До геміфлоксацину чутливі такі мікроорганізми: стафілококи, стрептококи, в тому числі пневмококи; Enterococcus spp., Haemophilus spp., Neisseria gonorrhoeae, Citrobacter spp., Acinetobacter spp., Enterobacter spp., Proteus spp., Serratia spp., Bordetella spp., Pseudomonas spp., єрсінії, сальмонелли, шиґели, клебсієли, клостридії, інші анаероби — пептострептококи, фузобактерії, превотелли, хламідії, мікоплазми, рикетсії, легіонелли. Геміфлоксацин має найвищу активність серед антибіотиків групи фторхінолонів до пневмококів (у тому числі активність до штамів пневмококу, нечутливих до препаратів групи пеніциліну та макролідів та більшості штамів, нечутливих до офлоксацину та левофлоксацину) та високу активність до атипових збудників, що аналогічна іншим представникам групи фторхінолонів.

### Фармакодинаміка
Геміфлоксацин швидко всмоктується з шлунково-кишкового тракту, біодоступність препарату становить 71%. Максимальна концентрація в крові досягається протягом 30-120 хвилин. Високу концентрацію геміфлоксацин створює в легеневій тканині, альвеолярних макрофагах, слизовій оболонці бронхів. Препарат проникає через плацентарний бар'єр, виділяється в грудне молоко. В незначній кількості метаболізується в печінці. Період напіввиведення геміфлоксацину становить 8 годин, при нирковій недостатності цей час може збільшуватись. Виводиться препарат з організму нирками (36%) і з калом (61%).

## Показання до застосування
Геміфлоксацин застосовується при інфекціях, що викликаються чутливими до препарату збудниками: позагоспітальній пневмонії, хронічному бронхіті, гострому синуситі.

## Побічна дія
При застосуванні геміфлоксацину можливі наступні побічні ефекти:
- Алергічні реакції — нечасто (0,1—1%) свербіж шкіри, кропив'янка; рідко (0,01—0,1%) синдром Стівенса-Джонсона, синдром Лаєлла; дуже рідко (менше 0,01%) фотодерматоз, алергічний пневмоніт. Найчастішим побічним ефектом геміфлоксацину є макуло-папульзний шкірний висип, що спостерігається частіше при тривалому (більше 7 днів) застосуванні антибіотику у жінок до 40 років та у жінок у постменопаузальному періоді, що приймають замісну гормональну терапію. Частота появи шкірного висипу при застосуванні геміфлоксацину складає 5,2%.[3][4]
- З боку травної системи — часто нудота, діарея; нечасто (0,1—1%) блювання, болі в животі, метеоризм; дуже рідко (менше 0,01%) псевдомембранозний коліт, гепатит, гостра печінкова недостатність, кандидоз ротової порожнини. Діарея при застосуванні геміфлоксацину спостерігається у 2,8% випадків, транзиторне підвищення печінкових ферментів — у 0,3% випадків[3][4], випадків важких уражень печінки при застосуванні геміфлоксацину зареєстровано не було.[2]
- З боку нервової системи — відносно частим побічним ефектом є головний біль, що спостерігається у 2,8% випадків застосування препарату[3][4]; дуже рідко (менше 0,01%) спостерігаються тремор, галюцинації, тривожність, депресія, сонливість, полінейропатія, порушення слуху, порушення зору, шум у вухах, запаморочення.
- З боку серцево-судинної системи — аритмія, брадикардія, подовження інтервалу QT на ЕКГ. Побічні ефекти з боку серцево-судинної системи переважно спостерігалися у осіб із факторами ризику розвитку серцевих захворювань, при супутному прийомі препаратів, що подовжують інтервал QT, у осіб похилого віку або осіб із супутньою серцевою патологією.[2]
- З боку сечовидільної системи — дуже рідко (менше 0,01%) кристалурія, інтерстиціальний нефрит, гостра ниркова недостатність.
- З боку опорно-рухового апарату — дуже рідко (менше 0,01%) артралгії, артрит, тендовагініт, розрив сухожиль.
- Зміни в лабораторних аналізах — нечасто (0,1—1%) лейкопенія; рідко (0,01—0,1%) нейтропенія, тромбоцитопенія, панцитопенія, агранулоцитоз, апластична анемія, гемолітична анемія, підвищення рівня натрію в крові, зниження рівня калію і кальцію в крові, підвищення рівня креатиніну і сечовини, підвищення рівня білірубіну в крові, підвищення рівня активності в крові амінотрансфераз і креатинфосфокінази.

## Протипокази
Геміфлоксацин протипоказаний при підвищеній чутливості до фторхінолонів, подовженні інтервалу QT на ЕКГ, при розривах сухожиль в анамнезі (внаслідок застосування фторхінолонів), при вагітності і годуванні грудьми, дітям до 18 років, з обережністю застосовують препарат при дефіциті глюкозо-6-фосфатдегідрогенази, із антиаритмічними препаратами (аміодарон, соталол, хінідин, прокаїнамід).

## Форми випуску
Геміфлоксацин випускається у вигляді таблеток та таблеток вкритих оболонкою по 0,320 г.

## Синоніми
ГЕМІКС, Фактив (Factive), Геміфлоксацину мезилат сесквігідрат